# Last in Line
Last in Line ist eine 2012 gegründete US-amerikanische Heavy-Metal-Band, die von dem irischen Gitarristen Vivian Campbell gegründet wurde. Die Mitglieder der Band waren die Originalbesetzung auf dem Album The Last in Line von Dio. Der im Jahr 2010 verstorbene Ronnie James Dio wird durch Andrew Freeman vertreten.

## Geschichte
1982 gründete der ehemalige Black-Sabbath-Sänger Ronnie James Dio mit seinem Bandkollegen Vinny Appice die Band Dio. Zu dem Sänger und Schlagzeuger kamen noch Vivian Campbell als Gitarrist und Jimmy Bain als Bassist. Unter dieser Besetzung nahmen sie das Album Holy Diver auf. 1984 kam noch Claude Schnell als Keyboarder hinzu, mit Schnell wurde dann das Album The Last in Line und Sacred Heart veröffentlicht. Danach wurde die Konstellation durch den Rauswurf Campbells aus der Band beendet. Dio bestand daraufhin noch unter mehreren Besetzungswechseln weiter, bis sie durch den Tod von Ronnie James Dio am 16. Mai 2010 ihr Ende fand.
2012 gab Vivian Campbell bekannt, an einer Wiedervereinigung der Originalbesetzung zu arbeiten. Mit der Besetzung vom Album The Last in Line mit Campbell, Bain, Appice und Schnell wurde die Band gegründet. Ergänzt wurde die Band durch den Sänger Andrew Freeman. Der erste offizielle Auftritt fand am 3. August 2013 in Kalifornien statt. Die Setlist bestand aus allen Liedern von Holy Diver, fünf von The Last in Line und zwei von Sacred Heart. Diesem Auftritt folgte eine große Tour.
Im April 2014 begann die Band an einem Studioalbum zu arbeiten. Im November 2015 wurde bekannt gegeben, dass Claude Schnell die Band verlässt. Die Band entschied sich, in der Originalbesetzung von Holy Diver zu bleiben. Am 17. November 2015 wurde das Musikvideo von The Devil in Me veröffentlicht. Am 19. Februar 2016 erschien das Studioalbum Heavy Crown. Am 23. Januar 2016 starb Bassist Jimmy Bain im Alter von 68 Jahren an Lungenkrebs. Im April gaben sie den Bassisten Phil Soussan als Ersatz-Bassist für die folgende Tour bekannt.

## Diskografie
| Jahr | Titel Musiklabel            | Höchstplatzierung, Gesamtwochen, AuszeichnungChartplatzierungen (Jahr, Titel, Musiklabel, Platzierungen, Wochen, Auszeichnungen, Anmerkungen) | Höchstplatzierung, Gesamtwochen, AuszeichnungChartplatzierungen (Jahr, Titel, Musiklabel, Platzierungen, Wochen, Auszeichnungen, Anmerkungen) | Höchstplatzierung, Gesamtwochen, AuszeichnungChartplatzierungen (Jahr, Titel, Musiklabel, Platzierungen, Wochen, Auszeichnungen, Anmerkungen) | Anmerkungen                            |
| Jahr | Titel Musiklabel            | DE | CH | US | Anmerkungen                            |
| ---- | --------------------------- | --- | --- | --- | -------------------------------------- |
| 2016 | Heavy Crown Frontiers Music | DE54 (1 Wo.)DE | CH49 (1 Wo.)CH | US188 (1 Wo.)US | Erstveröffentlichung: 19. Februar 2016 |
| 2019 | II Frontiers Music          | — | CH54 (1 Wo.)CH | — | Erstveröffentlichung: 22. Februar 2019 |
| 2023 | Jericho Frontiers Music     | — | CH45 (1 Wo.)CH | — | Erstveröffentlichung: 31. März 2023    |